# Biblical Archaeology Review
La Biblical Archaeology Review (Revue d'Archéologie Biblique) est un magazine bimensuel qui cherche à connecter les études académiques archéologiques et le public plus large de ceux qui essaient de comprendre le monde de la Bible, du Proche et du Moyen-Orient (Syro-Palestine et/ou Levant). Ainsi, depuis sa première parution en 1975, la Biblical Archaeology Review a couvert les dernières découvertes et controverses archéologiques en Israël, Jordanie et dans les régions avoisinantes mais aussi les nouveaux chercheurs qui étudient à la fois l'Ancien et le Nouveau Testament. La Biblical Archaeology Society qui édite le magazine est non confessionnelle et ne recherche pas le profit. Son objectif est de promouvoir et de soutenir l'archéologie de la Bible. Son éditeur est Hershel Shanks.
Cette société a publié aussi la Bible Review (1985-2005) et Archaeology Odyssey qui ont fusionné en la Biblical Archaeology Review après 2005.